# Clément Marchisio
Pour les articles homonymes, voir Marchisio.
Clément Marchisio (Racconigi, 1er mars 1833 - Rivalba, 16 décembre 1903) est un prêtre italien fondateur des Filles de Saint Joseph de Rivalba et reconnu bienheureux par l'Église catholique.

## Biographie
Il est l'ainé des cinq enfants d'un cordonnier et reçoit une première éducation dans sa ville natale. Tous les matins, il va servir la messe dans l'église des Dominicains qui se trouve près de sa maison. Là, il apprend l'amour pour la Vierge et la prière du Rosaire et ressent l'appel au sacerdoce.
Il entre au séminaire de Bra à l'automne 1851, il est ordonné le 20 septembre 1856 dans la cathédrale de Suse par Mgr Antonio Oddone, évêque de Suse car Mgr Fransoni, archevêque de Turin, est en exil à Lyon. Il complète ses connaissances en étudiant pendant deux ans à l'internat ecclésiastique de Turin dirigé par Joseph Cafasso. En 1858, il est nommé vicaire de Cambiano puis à Vigone. Le 18 novembre 1860, à 27 ans, il est curé de la paroisse de Rivalba. L'église de Rivalba n'étant pas en bon état, il décide de faire construire un nouveau bâtiment mais, n'ayant pas l'accord de l'autorité civile, il se limite à la restaurer. C'est la première d'une longue série d'hostilité, de plaintes et de menaces physiques, au début, il se décourage, mais au lieu de céder, sa ferveur s'accentue. Il se lève à 5 heures et après deux heures de prière dont le chapelet, il célèbre la messe. Il crée aussi des œuvres sociales, dans ses années où de nombreuses personnes partent en ville à la recherche d'une vie meilleure, il construit en 1871, avec les matériaux inutilisés prévus pour la construction de la nouvelle église, un jardin d'enfants et un atelier de textile et en confie la gestion aux sœurs vincentiennes de Marie Immaculée mais elles doivent malheureusement déménager. En 1875, Don Clément réunit quatre jeunes filles qui veulent se consacrer à Dieu et leur achète une petite maison où elles commencent à vivre en communauté. Au cours de ces prédications dans les paroisses environnantes, il remarque que les églises ne sont pas toujours équipées de manière adéquate pour les célébrations liturgiques et décide que sa congrégation religieuse doit se charger de fabriquer le nécessaire pour la messe : le vin, les hosties, les cierges, l'encens pour l'encensoir et les linges et vêtements liturgiques. Ayant reçu l'approbation de Mgr Gastaldi, archevêque de Turin, les premières religieuses prennent l'habit religieux le 16 juin 1877. Il passe de longues heures adoration devant le Saint Sacrement et donne l'adoration eucharistique comme autre but à son institut.
Il meurt le 16 décembre 1903. Il est béatifié le 30 septembre 1984 par le pape Jean-Paul II en même temps que Frédéric Albert , ses restes sont vénérés dans la paroisse de Rivalba.